# Серра-Негра (биологический резерват)
Серра-Негра (порт. Reserva Biológica de Serra Negra) — биологический резерват в Бразилии, в штате Пернамбуку.
Биологический резерват Серра-Негра располагается в штате Пернамбуку, в муниципалитетах Флореста, Инажа и Такарату. Он занимает площадь 6,25 км² (624,85 га), охватывая небольшой участок саванны каатинга. Создан 20 сентября 1982 года, отнесён к категории МСОП Ia (строгий природный резерват). Управляющий орган — Институт по сохранению биоразнообразия имени Чико Мендеса. Цель создания резервата — сохранение флоры и фауны без непосредственного вмешательства человека, восстановление естественного баланса, биологического разнообразия и природных экологических процессов.
В 2006 году резерват вошёл в состав экологического коридора каатинги. К востоку от него находится индейская территория Камбива.
Рельеф холмистый; резерват занимает вершину инзельберга — своеобразного выхода кристаллических горных пород на равнинной местности.
Тип климата — тропический сухой, с годовым количеством осадков в пределах 300—500 мм. Температура воздуха колеблется от 18 до 38°С.
В Серра-Негра произрастают такие виды деревьев как цезальпиния Caesalpinia ferrea, копаифера Copaifera trapezifolia и табебуйя (Tabebuia). Среди животных встречается находящийся на грани вымирания серогрудый попугай (Pyrrhura griseipectus).